# Ao Vivo no Morro
Ao Vivo no Morro é um álbum ao vivo em CD e DVD de samba e pagode do Grupo Revelação, lançado em 2009 pela Deckdisc.
O sucesso do Grupo Revelação já cruzou a cidade do Rio de Janeiro há muito tempo. Tanto que o grupo, que surgiu no final do século passado na quadra da escola de samba Arranco do Engenho de Dentro, escolheu o Morro da Urca para gravar seu segundo DVD. O Revelação sacudiu o anfiteatro com antigos hits e duas músicas inéditas.
O DVD foi dirigido pela dubla de diretores mineiros Daniel Veloso e Eduardo Zunza.

## Faixas do CD
1. Baixa Essa Guarda / Capaz de Tudo / Nunca Mais
2. Coração Blindado
3. Tá Escrito
4. Intrigas Dessa Gente
5. Ajoelhou Tem que Rezar / Medo de Amar
6. Amor pra Eternidade
7. Feito a Luz do Alvorecer
8. Saudades do Amor
9. Trilha do Amor
10. Sina
11. Se Beber Não Dirija
12. Amor sem Fim
13. Lá Vem Ela / Só para Ver Você Sambar / Barra da Saia
14. Levada Louca / Maimbé Dandá / Dandalunda

## Faixas do DVD
1. Zé Tambozeiro
2. Baixa Essa Guarda / Capaz de Tudo / Nunca Mais
3. Coração Blindado
4. Intrigas Dessa Gente
5. Aventureiro / Velocidade Da Luz
6. Coladinho
7. Ajoelhou Tem Que Rezar / Medo De Amar
8. Feito A Luz Do Alvorecer
9. Trilha Do Amor
10. Vou Te Procurar
11. Saudades Do Amor
12. Sina
13. Se Eu Tivesse O Poder
14. Se Beber Não Dirija
15. Tá Escrito
16. Só Depois
17. Amor Sem Fim
18. Lá Vem Ela / Só Pra Ver Você Sambar / Na Barra Da Saia
19. Levada Louca / Maimbè Dandá / Dandalunda

Extra
0020. Cadê Io Iô